# گونتر کاوفمان
گونتر کاوفمان (انگلیسی: Günther Kaufmann؛ ۱۶ ژوئن ۱۹۴۷ – ۱۰ مهٔ ۲۰۱۲) یک هنرپیشه اهل آلمان بود. وی بین سال‌های ۱۹۷۰ تا ۲۰۱۲ میلادی فعالیت می‌کرد.
از فیلم‌ها یا برنامه‌های تلویزیونی که وی در آن نقش داشته است می‌توان به ویکی وایکینگ، نسل سوم، کوئرله، ازدواج ماریا بران، اشتیاق ورونیکا فوس اشاره کرد.